# عفاف الهلاوي
عفاف الهلاوي (9 فبراير 1943-) هي مذيعة وإعلامية مصرية، قدمت برنامج سينما الأطفال الأشهر في الثمانينات والتسعينيات للأطفال من القرن العشرين، في مصر.

## حياتها ونشأتها
عفاف محمد محمود الهلاوى ولدت في بورسعيد في 9 فبراير 1943، وانتقلت مع أسرتها إلى الزقازيق، تلقت تعليمها الأولى بمدينة الزقازيق، وعندما إلتحقت بجامعة القاهرة، كانت تسافر يومياً، بالقطار وتعود في نفس اليوم، حصلت على ليسانس علم النفس والاجتماع من كلية الآداب جامعة القاهرة، نشأت عفاف في جو أسرى يحب الفن والشعر والموسيقى، وإشتركت في كل الأنشطة الفنية بالمدرسة، وإلتحقت بفريق التمثيل بالجامعة وزاملت سمير العصفورى، إنعام سالوسة، أسامه انور عكاشة ومجدى مجاهد، كما كان لها نشاط سياسى بالجامعة وإنضمت للإتحاد الإشتراكى، وكتبت في مجلة الجامعة.
والدها الشاعر محمد محمود الهلاوى من رواد الفن بمدينة الزقازيق، قدم أعماله للإذاعة، وغنى له العديد من المطربين أمثال نادرة أمين، شافية أحمد وفايدة كامل، وكان شقيقه محمود، حاصل علي بكالوريوس العلوم المالية والتجارية سنة 1966 من جامعة الزقازيق، وأخوها الأصغر عصام مهندس ميكانيكا، وخريج كلية هندسة جامعة الإسكندرية سنة 1979، ويعمل خبير السلامة والصحة المهنية وحماية البيئة، ومدير عام سابقا بشركة جابكو للبترول، وشقيقه المحاسب أشرف رجل أعمال مصري، والأخت الكبرى للواء أسامة الهلاوي، شارك في حرب أكتوبر وعسكري مصري، وهي بين أربعة من الإخوة الذكور.
انتقلت بعد ذلك للإقامة الدائمة بالقاهرة حيث عينت مذيعة بالتلفزيون المصري سنة 1963.

### زواجها وأسرتها
تزوجت عفاف الهلاوي من شخص يعمل في مجال البنوك ويدعى يحيي خليل، تزوجتها بطريق تقليدية، عن طريق ترشيح زملائتها، أن هناك شقيق زوجه، أعجب به، ويريد التقدم لخطبتها، وتزواج سنة 1965، وأنجبت معتز ووليد.
معتز ووليد أبناء عفاف، طالما أمتعونا بفنهم وهم أطفال معتز مواليد عام 1966، ووليد مواليد عام 1972، حيث كان يشاركان في برامجه التلفزيون المصري للاطفال، قد شارك وليد مع الفنان عبد المنعم مدبولي في مسلسل ابنائي الأعزاء شكرا، أغنية «كان في واد اسمه الشاطر عمرو»، كما شارك معتز شقيق وليد الأكبر بعدة أعمال منها هي والمستحيل، عودة السندباد، أحلام الفتي الطائر، الأيام، ورغم الشهرة التي حققها الطفلين في ذلك الوقت، الإ انهما ابتعاد عن مجال التمثيل، ويقيم وليد بالولايات المتحدة وهو خريج كلية الفنون الجميلة جامعة حلوان، ويعمل في مجال الهندسة، ومعتز يعمل بمجال البنوك.

## بداية
كانت عفاف الهلاوي أكبر أخوتها، وكانت لديها القدرة على جمعهم حولها لحكاية القصص لهم، حيث كانوا ينصتون لها ويعم البيت الهدوء، وفي تلك الفترة المبكرة اكتشفت في نفسها هذه الموهبة.

## مسيرتها
بعد التخرج تدربت في جريدة أخبار اليوم، بترشيح من الصحفى مصطفى أمين، ولكن القوى العاملة رشحتها للعمل بالتدريس بمدينة الزقازيق، وعندما أعلن التلفزيون المصري عن حاجتة لمذيعين جدد، قدمت أوراقها لتكون مذيعة بالتلفزيون المصري، وكان من المفترض أن تقدم كل واحدة فقرة عن الكتب، ولأن عفاف كانت قارئة ليحيي حقي، قدمت تلك الفقرة عن يحيي حقي، وكان الروائي الشهير سببًا في دخولها للتلفزيون بدون أن يدرك، وأجتازت الأختبار وتدربت في معهد الإذاعة والتلفزيون، لتترك مجال التدريس وتلتحق بالتلفزيون المصري عام 1963، قدمت عفاف أشهر برامجها سينما الأطفال سنة 1974، الذي عرض كل يوم جمعة في العاشرة صباحاً، ومعظم جيل السبعينات والثمانينات يتذكرون جيداً برنامجها، توالت عدة مناصب إدارية في التلفزيون المصري منها مدير إدارة برامج الأطفال في القناة الثانية عام 1990وقامت برئاسة القناة الرابعة عام 1994، أحيلت للتقاعد سنة 2001.

## مناصب
- مقدمة برامج أطفال في التلفزيون المصري.

- صاحبة البرنامج الشهير الذي كان يقدم في السبيعنيات والثمانينيات سينما الأطفال سنة 1973.
- تولت عدد من المناصب الإدارية في التلفزيون المصري منها:

1. مدير إدارة برامج الأطفال في القناة الثانية سنة 1990 م ورئيسة القناة الرابعة سنة 1994.

## مؤلفاتها
- قصص خيال الظل.

## إعتزالها
تحدثت عفاف أن سبب تركها برنامج سينما الأطفال، الذي ظل يعرض علي شاشة التلفزيون المصري لمدة أكثر من 19 سنة، بعد الرجوع من العمرة وارتدت الحجاب، وكان يمنع وقتها ارتداء الحجاب في التلفزيون المصري، وبدأت بعدها في إعداد البرامج وكتابة السيناريو والحوار منها برنامج خيال الظل، وتقعدت بعدها سنة 2001.